# EToro
eToro là một nhà môi giới xã hội đa tài sản, tập trung vào việc cung cấp các dịch vụ giao dịch tài chính và giao dịch sao chép (copy trading). eToro được thành lập từ năm 2006, trụ sở đặt tại  Síp, Israel, Vương quốc Anh, Hoa Kỳ, và Úc.. Năm 2018, giá trị của công ty đạt 800 triệu USD và có hơn 13 triệu người dùng trên toàn thế giới.

## Lịch sử
eToro được thành lập vào năm 2006 bởi 2 anh em Yoni Assia và Ronen Assia, và nhà đồng sáng lập David Ring tại Tel Aviv, Israel với vai trò là nhà phát triển công nghệ kinh doanh tài chính, dưới tên gọi RetailFX.
Vào năm 2010, eToro đã phát hành nền tảng đầu tư xã hội eToro OpenBook, cùng với tính năng"CopyTrading"(sao chép giao dịch) - cho phép các nhà đầu tư theo dõi và tự động sao chép các nhà giao dịch hàng đầu trong mạng lưới. Cuối năm đó, eToro đã phát hành ứng dụng Android đầu tiên giúp các nhà đầu tư có thể mua và bán các công cụ tài chính thông qua các thiết bị di động.
Từ năm 2007 đến 2013, công ty đã huy động được 31,5 triệu đô la trong bốn vòng cấp vốn. Vào tháng 12 năm 2014, eToro đã huy động được 27 triệu đô la từ các nhà đầu tư Nga và Trung Quốc. Vào tháng 12 năm 2017, eToro và CoinDash đã trở thành đối tác để phát triển giao dịch xã hội dựa trên Blockchain. Năm 2018, eToro đã huy động thêm 100 triệu đô la trong lượt tài trợ tư nhân.
Đã có hơn 162 triệu đô la đã được đầu tư vào eToro do các công ty đầu tư, như Spark Capital, SBI Holdings, CommerzV Adventures, Korea Investment Partners và China Minsheng Financial Holdings thực hiện, như công ty đã báo cáo.
Năm 2013, eToro bắt đầu ra mắt danh mục đầu tư cổ phiếu và CFD, với 110 sản phẩm ban đầu. Cùng năm đó, eToro được ủy quyền cung cấp dịch vụ tại Anh bởi cơ quan quản lý FCA, thuộc công ty con eToro UK.
Vào tháng 1 năm 2014, eToro thêm tiền mã hóa vào công cụ đầu tư của mình. Đến tháng 4 năm 2014, eToro bổ sung thêm 130 cổ phiếu có trong Chỉ số FTSE 100 (Anh) và DAX30 (Đức) vào danh mục cổ phiếu của sàn.
Năm 2017 eToro đã ra mắt tính năng CopyPort portfolio, cho phép các nhà đầu tư sao chép danh mục đầu tư từ các nhà giao dịch hoạt động tốt nhất.
Vào cuối năm 2017, eToro tuyên bố có 8 triệu người đăng ký trên toàn thế giới. Năm 2018, eToro đã ra mắt ví tiền điện tử cho các thiết bị sử dụng hệ điều hành Android và iOS.
Vào tháng năm 2018, eToro bước vào thị trường Mỹ bằng cách cung cấp 10 loại tiền mã hóa: Bitcoin, Ethereum, Litecoin, XRP, Dash, Bitcoin Cash, Stellar, Ethereum Classic, NEO, và EOS.
Vào tháng 11 năm 2018, eToro đã công bố ra mắt GoodDollar, một dự án cộng đồng nguồn mở, phi lợi nhuận nhằm giảm bất bình đẳng tài sản toàn cầu thông qua thu nhập cơ bản phổ biến (UBI) bằng công nghệ blockchain.
Vào tháng 3 năm 2019, eToro đã mua lại công ty blockchain của Đan Mạch Firmo với số tiền không được tiết lộ.
Vào tháng 10 năm 2019, eToro đã phát hành một danh mục đầu tư tiền điện tử dựa trên tình cảm sử dụng công nghệ AI để đánh giá các ấn tượng tích cực hoặc tiêu cực hiện tại của tài sản kỹ thuật số.
Vào tháng 11 năm 2019, eToro đã mua lại Delta, một công ty ứng dụng theo dõi danh mục đầu tư tiền điện tử, có trụ sở tại Bỉ.
Vào tháng  năm 2021,eToro Báo cáo rằng họ có thể thực hiện hành động về phát hành lần đầu ra công chúng (IPO)